# Jean de Gribaldy
Jean de Gribaldy, né Jean Prosper Laurent Simon de Gribaldi à Besançon le 18 juillet 1922 et mort à Voray-sur-l'Ognon le 2 janvier 1987, était un ancien coureur cycliste professionnel français, devenu ensuite directeur sportif.
Après une modeste carrière de coureur cycliste professionnel (de 1945 à 1954), il devint directeur sportif d'équipes cyclistes (de 1964 jusqu'à la fin de sa vie). Au cours des années 1970 et 80, il se fit notamment connaître comme un « découvreur de talents », et devint l'un des plus fameux directeurs sportifs du monde du cyclisme.

## Biographie

### Origines, enfance et jeunesse
Jean de Gribaldy descend d’une lignée de la noblesse piémontaise, la famille de Gribaldi, établie en Savoie au XVIe siècle. Ses parents, Francis de Gribaldi et Madeleine Garnache-Barthod, étaient fermiers dans le Haut-Doubs.
Jean de Gribaldy était lui-même vicomte en titre ; il était d'ailleurs souvent surnommé « le Vicomte » dans le monde du cyclisme.
Jean de Gribaldy effectue ses études au collège de Morteau. Technicien en horlogerie, il enseigne comme maître d’école pendant un mois en 1940.
C’est en voyant passer à Morteau Antonin Magne, paré du maillot jaune du Tour de France, que le jeune Jean, alors âgé de neuf ans, décide qu’il deviendra coureur cycliste.

### Coureur cycliste
Jean de Gribaldy commence sa carrière en 1939 au Vélo Club de Pontarlier. Coureur de petit gabarit (1,65 m pour 64 kg), il se révèle très vite un excellent grimpeur. Il remporte notamment le Championnat du Doubs et Montereau-Paris en 1944, puis passe professionnel en 1945 au sein de l'équipe Peugeot-Dunlop, aux côtés notamment de Camille Danguillaume et Maurice De Muer. Il se classe deuxième du championnat de France sur route en 1947. Il se classe également à trois reprises dans les dix premiers du championnat de France de cyclo-cross, et participe au Tour de France en 1947, 1948 et 1952.
Manquant probablement un peu de puissance dans les courses plates où il faut emmener d’importants braquets, il ne devint jamais un des grands coureurs du peloton. Pourtant sa passion pour la petite reine, ainsi qu’une grande rigueur dans la préparation physique et diététique que l’expérience de terrain va lui permettre d’affiner progressivement, vont faire de lui un coureur respecté et connu de tous.
Au cours de sa carrière, il fut notamment le coéquipier de Ferdi Kübler, Pierre Brambilla, Charly Gaul, Paul Giguet, Émile Idée, Maurice De Muer ou encore Camille Danguillaume et Jean Robic.
Avant même la fin de sa carrière professionnelle, Jean de Gribaldy songe à sa reconversion, conscient qu'un coureur aussi modeste que lui ne pourrait amasser une fortune suffisante pour ne plus avoir à travailler quand l'heure de la retraite sportive sonnerait, et ouvre un magasin de cycles à Besançon en 1947. 
Après une fracture de l’omoplate dans Paris-Valenciennes 1954, Jean de Gribaldy se retire des pelotons comme coureur.

### Directeur sportif
Pendant une dizaine d'années, Jean de Gribaldy se consacre au développement de son commerce, tout en gardant des liens avec le milieu cycliste.
En 1964, il crée l'Amicale Cycliste Bisontine, et la même année, Jean de Gribaldy accepte de créer une équipe de coureurs locaux, à la demande, semble-t-il, de son ami Jean Leulliot, organisateur de courses assez connu à l'époque. L’équipe s’appellera Grammont - De Gribaldy (Grammont étant une marque de téléviseurs).
Jusqu’en 1967, il dirige des équipes regroupant des coureurs professionnels, indépendants ou amateurs hors catégories. La dénomination des équipes varie au gré du pays dans lequel ont lieu les courses (France, Suisse, Allemagne).
De Besançon, où il résidait, il allait souvent voir des courses régionales amateurs et n’hésitait pas à franchir régulièrement la frontière pour observer les coureurs suisses. Ceci explique que, durant les premières années, on retrouve dans la composition de ses équipes une proportion forte de coureurs de l’est de la France (notamment un certain Maurice Izier, futur vainqueur d'étape sur le Tour de France, ainsi que des Suisses et des Luxembourgeois).
C’est en 1968, avec l’équipe Frimatic-Viva-de Gribaldy, qu’il dirige sa première formation composée en majorité de professionnels. Dès cette année-là, il commence à obtenir quelques résultats marquants.
1969 sera l’année de la consécration. L’équipe Frimatic - Viva - de Gribaldy mise en place par le Vicomte a fière allure avec dans ses rangs Willy et Walter Planckaert et Jean Jourden.
Pourtant, c'est un jeune Portugais, totalement inconnu en France, que le Vicomte a découvert au Brésil, lors du Tour de São Paulo 1968, qui va s’imposer comme le grand leader de l’équipe : Joaquim Agostinho. Celui-ci, pour sa première saison professionnelle, s’adjuge 13 victoires dont le Trophée Baracchi et 2 étapes du Tour de France qu’il termine à la 5e place. Ce sont les succès inattendus du Portugais Joaquim Agostinho qui valent à Jean de Gribaldy sa réputation de dénicheur de talents. Plus tard, Jean de Gribaldy expliqua dans quelles conditions il recruta Joaquim Agostinho :
« À la fin de ma vie, s’il ne me fallait conserver que le souvenir d’un seul endroit au monde, je n’hésiterais pas longtemps : je choisirais ce petit hôtel brésilien, insignifiant, discret, de São Paulo où j’avais donné rendez vous à Joaquim. C’était en 1968. Je l’avais remarqué deux mois plus tôt à Imola, au championnat du monde, mais c’est là que je lui ai parlé pour la première fois. Je lui ai demandé simplement : « Voudrais-tu venir courir en France ? » . Il ne connaissait aucun mot de français, mais dans son sourire j’ai compris tout de suite ce qu’il voulait me répondre. Que de chemin parcouru ensemble depuis... Que de souvenirs nous rattachent l’un à l’autre. J’appréhende ce jour, très proche, où il dira adieu à cette bicyclette avec laquelle il a connu les joies les plus immenses et les peines les plus profondes. Car ce jour-là, et il le sait bien, l’existence n’aura plus du tout pour moi la même signification. Alors pour atténuer ma peine, je fermerai les yeux et je recommencerai à zéro, avec Joaquim. »
En cette année 1969, Jean de Gribaldy connaît des joies, avec les nombreux succès de ses coureurs, mais aussi la douleur de perdre un de ses hommes : Joseph Mathy, vainqueur d’une étape des Quatre Jours de Dunkerque et du Grand Prix de Denain, décédé d’un accident de la circulation alors qu’il venait tout juste d’avoir 25 ans.
Par la suite, le Vicomte demeurera fidèle à sa réputation de dénicheur de talents, en découvrant notamment l’Irlandais Sean Kelly et ses 193 victoires, le Néerlandais Steven Rooks, qui remporte en quasi inconnu Liège-Bastogne-Liège en 1983, ou le Français Éric Caritoux (vainqueur du Tour d’Espagne à la surprise générale en 1984). Il découvre également d'autres coureurs comme les Français Mariano Martinez, René Bittinger, Serge Beucherie et Marcel Tinazzi.
Découvreur de talents sans aucun doute, mais ce directeur sportif atypique et omniprésent a su aussi redonner une chance à de nombreux coureurs délaissés par les autres équipes. Souvent à tort, tant leur carrière prit une nouvelle dimension sous l’impulsion de Jean de Gribaldy. Et quel palmarès : Jean Jourden vainqueur des Quatre Jours de Dunkerque en 1968, Michel Laurent victorieux à Paris-Nice en 1976, et Jean-Claude Leclercq champion de France sur route. Idem pour Serge Beucherie, champion de France sur route en 1981 alors qu'il était sans employeur l’année précédente.
Avec ses coureurs, il se montrait pointilleux sur la diététique à une époque où ça n'allait pas de soi. Dans la gestion de ses équipes, il se montrait très économe au risque d'énerver ceux qui se retrouvaient dans des hôtels de troisième zone.
Jean de Gribaldy conduira ses équipes au plus haut niveau, jusqu'à sa disparition dans un accident de la route en 1987.

### En dehors du cyclisme
La vie de Jean de Gribaldy ne se résumait pas au petit monde des courses cyclistes.
Ainsi, malgré ses multiples activités, il avait trouvé le temps de passer son brevet de pilote d’avion et il aimait de temps en temps prendre les commandes. Il crée la compagnie aérienne Air Franche-Comté au début des années 60. 
Il côtoya également de nombreuses stars : Johnny Hallyday, dont il devint un proche dès 1959 et qu'il transporta parfois d’un concert à un autre dans son petit avion, mais également Sylvie Vartan, Michel Sardou, Thierry Le Luron, Jean-Paul Belmondo, Michel Audiard, Jean Carmet, Jean Rochefort, Louis Nucéra, Carlos, Marcel Amont, Lino Ventura et Jacques Brel.

## Le souvenir de Jean de Gribaldy
Depuis 1994, l’une des rues de Besançon porte son nom : "la Montée Jean de Gribaldy", qui se termine au sommet de la colline de Chaudanne sur laquelle domine le fort du même nom. Il dirigeait dans la capitale comtoise, sur la Place de la Révolution (ancienne place du Marché), un magasin qui demeure bien inscrit dans l’histoire de cette ville. C’est grâce à lui, que du 3 au 7 septembre 1980, y sont organisés les mondiaux sur piste.
Chaque année est organisée par l'Amicale Cycliste Bisontine qu'il fonda en 1964 la "Montée Jean de Gribaldy", qui emprunte la rue du même nom en hommage au "Vicomte". Le 2 janvier 2012, date du 25e anniversaire de la mort de Jean de Gribaldy, Jean-Louis Fousseret, maire de Besançon, a dévoilé une plaque apposée en façade de son ancien magasin Place de la Révolution (du marché) au cœur de la vieille ville.
Le 26 juin 2025, Grand Besançon Métropole dévoile 8 de ces nouvelles rames de tramway, plus longues et pouvant accueillir 200 passagers contre 130 pour les précédentes, qui seront mises en service à partir de juillet 2025. L'une d'entre elle portera le nom de Jean de Gribaldy et sera ornée de son portrait et de sa biographie . 

## Témoignages[5]

### DeSean Kelly
- Quand vous êtes passé dans les rangs des professionnels, c’est Jean de Gribaldy qui vous a fait signer. Est-il vrai qu’il est venu jusqu’à la ferme de vos parents avec un contrat en main ?

Oui, c’est vrai ! Je suis allé courir en France en 1976. Je suis resté pendant peut-être 6 mois dans un club à Metz, j’ai eu de bons résultats et j’ai gagné beaucoup de courses. J’ai participé au Tour de Bretagne (en 1975) sous le maillot de l’équipe nationale irlandaise. J’ai été suspendu de l’équipe après être allé participer à une course en Afrique du Sud, j’aurais certainement été sélectionné pour les Jeux olympiques de 1976, que j’ai manqué de ce fait. Alors j’ai décidé de retourner courir en France, et fin 76 on m’a proposé un contrat avec l’équipe de Jean de Gribaldy. Il avait pris contact avec moi par l’intermédiaire de mon club alors que je ne l’avais jamais rencontré ! J’ai refusé, en répondant que je voulais rester amateur et que j’étais encore trop jeune. Je suis retourné à la maison en Irlande, et effectivement il est venu me voir jusqu’en Irlande en octobre avec un contrat à la main.
- Il était un personnage étonnant, à quoi ressemblait-il ?

Comme directeur sportif, il était très en avance sur son époque. Il a eu quelques grandes idées. Par exemple, il était en avance de 10 ans sur tout le monde en matière de régime. Il savait, 10 ans avant que les autres équipes se préoccupent de cette question, ce que vous pouviez manger ou non. Pour l’entraînement, il était là aussi un précurseur. À l’époque, les coureurs parcouraient des distances incroyables sur leur vélo. Ils faisaient des sorties journalières de 5 à 6 heures, de vrais marathons. C’est lui qui m’a incité à faire des sorties plus courtes alternées avec une longue en milieu de semaine. Là aussi, c’était 10 ans avant les programmes d’entraînement pointus. J’ai vite réalisé qu’il possédait des qualités incroyables, car j’avais déjà pratiqué l’entraînement !

### DeRobert Chapatte(1987)
"Le grand vent, même ne le décoiffait pas. L’allure superbe, le visage angélique, il allait son chemin, insouciant de ceux qui occupaient la tête. Lui, courait sa course personnelle sans inquiétude de son classement.
Un marginal ne pouvant cependant se passer de la vie sans cette société du peloton.
Il recherchait l’anonymat mais il assurait sa présence. Un témoin plus qu’un acteur. Mais que l’on ne s’y trompe pas, "de Gri" tenait en lui toutes les qualités d’un champion. Vers la montagne allait sa préférence... et souvent il y accompagnait les plus grands. Dans cette facilité parfois insolente qui désespérait ses amis, car il n’attaquait pas. Pour quelles raisons ne fut-il pas l’un des tout meilleurs grimpeurs de son époque ? Je crois que son ambition ne se situait pas là... Bavarder avec Paul Giguet, Maurice De Muer ou Camille Danguillaume, ses copains de Peugeot ou avec Raphaël Géminiani l’intéressait davantage. Et quand il remontait de l’arrière, la pédale haute et qu’enfin son talent pouvait s’exprimer il s’arrêtait à la hauteur de Rémy ou de Néri pour leur raconter la dernière misère de l’ineffable Giguet.
Devenu patron d’équipe, toujours fidèle à ses amitiés et à ses principes, le coup d’œil du dénicheur, l’affection prête à se manifester auprès de ses coureurs, Jean était un personnage hors série, indispensable au cyclisme français. Tout le monde n’a pas su le comprendre."

### DeRaphaël Géminiani(1987)
"En 1945, alors que nous étions jeunes coureurs, j’avais dans les courses régionales fait connaissance du bisontin Jean de Gribaldy. Dans le Tour de France 1947, Jean courait sous le maillot Nord-Est, j’étais sous les couleurs Sud-Ouest-Centre. Depuis cette époque, nos routes ont été parallèles, et une saine, sincère, et longue amitié nous unissait.
Aussi depuis sa disparition, je ne cesse d’être triste et songeur en pensant que durant ces 40 années -un temps énorme- il lui a fallu toujours se battre sans convaincre, entreprendre sans succès, lutter sans gagner, pour ce sport cycliste qu’il connaissait et aimait mieux que tout le monde. Il l’adorait aussi, comme peu peuvent le prétendre aujourd’hui.
Ces dernières années avaient été bien meilleures, et çà et là enfin, mais trop rarement ou chichement à mon goût, on lui reconnaissait des réelles compétences et qualités. Alors que l’on ne manquait pas d’"abreuver" d’éloges certains dans ce même métier beaucoup plus jeunes, qui n’avaient encore que peu entrepris, et surtout très peu réussi. C’était cette furieuse injustice qu’il ne manquait pas, avec justes raisons, d’invoquer parfois.
Je reste songeur de constater et de voir ces nombreux témoignages tardifs lui revenant, surtout de la part de ceux qui ne le ménagèrent guère durant son long parcours. Même si j’en suis ravi, je ne peux que constater que c’est trop peu, et trop tard, car Jean de Gribaldy aurait mieux aimé de son vivant sentir dans le milieu cycliste un peu plus d’amitié, de justice, et surtout de la reconnaissance.
Demeure la joie de constater que dorénavant, son exemple, son travail, son souvenir ne sont pas près d’être oubliés. Avec ce sourire qui n’appartenait qu’à lui, je suis sûr que Jean savoure enfin cette grande victoire".

### De Jacques Beaufils (Est-Républicain, 4 janvier 1987)
"La disparition d’un homme de cette envergure, de ce calibre, qui anéantit les espoirs de bien des candidats au professionnalisme, et qui va compliquer la tâche de ceux déjà en place, la disparition de cet homme aux allures de gentilhomme, à la fois déroutant et attachant, et qui ne laissait personne indifférent, c’est comme la fin d’un bel été, avec ses coups de chaleur, ses orages soudains, ses soirées de réflexion. Nous attendrons sans doute longtemps un nouvel été".

### DeRaymond Poulidor(septembre 2006)
« J’ai un souvenir très précis de « Monsieur Jean de Gribaldy », c’est ainsi que je l’ai toujours appelé, moi qui l’ai connu dès 1960, alors que je débutais ma carrière professionnelle. Nous évoquons souvent entre amis ses méthodes à l’ancienne, souvent moquées, mais qui fonctionnaient, et son incroyable aptitude de dénicheur de talents. Je pense à Sean Kelly en particulier, qui ne l’a pratiquement jamais quitté, à Joaquim Agostinho aussi. Il avait un flair hors du commun, et ne restait jamais bien longtemps sans sponsor. Il avait ses entrées dans les boîtes où se croisait le Tout-Paris, et c’est bien souvent là qu’il réussissait à convaincre un sponsor de se lancer dans l’aventure. Il faisait beaucoup avec des budgets serrés, et disait souvent qu’il était inutile d’avoir autant de monde autour des coureurs, autant de véhicules... Quand je vois l’armada que draine aujourd’hui derrière elle une équipe cycliste, je suis bien souvent sceptique sur l’utilité de tout ça... Là aussi, il avait raison.
Je l’ai croisé peu avant sa disparition, à Combloux, où il organisait chaque année en janvier la semaine arc-en-ciel : une période privilégiée de remise-en-forme et d’oxygénation de ses coureurs. Il quittait la station pour, m’a-t-il dit, revenir le lendemain. Je ne l’ai jamais revu. Il était notre maître à tous. Nous pensons à lui très souvent.»

De Joël Pelier (l'Equipe, 13 juillet 2022, page 14)
"De Gribaldy a marqué ma vie profondément... De Gri, si t'as le moral dans les godasses, tu le croises dans un couloir, à la sortie t'es champion du monde. L'étape que je gagne à Paris-Nice (en 1985)..., c'est grâce à lui". 

## Palmarès

### Palmarès amateur
- 1944
  - Champion du Doubs
  - Montereau-Paris
  - 2e de Paris-Ézy

### Palmarès professionnel
| - 1946 - 3e de À travers Lausanne - 9e de Paris-Nice - 1947 - 2e du championnat de France sur route - 1948 - Tour du Doubs - 2e de Paris-Limoges - 2e d'À travers Lausanne | - 1949 - 2e de À travers Lausanne - 9e du Championnat de Zurich - 1952 - 9e du Grand Prix du Midi libre - 10e de Liège-Bastogne-Liège - 1953 - 10e du Grand Prix du Midi libre |  |

### Résultats sur les grands tours

#### Tour de France
3 participations
- 1947 : 46e
- 1948 : abandon (16e étape)
- 1952 : 45e

#### Tour d'Italie
1 participation 
- 1948 : abandon